# ナナシー
ナナシーは、1996年に豊丸産業が開発、発売した、手足のついた7、$、￥マークのコインをキャラクターとしたパチンコ機（一般電役）、またはその後継機シリーズ。

## 特徴
- 上下段に3コマずつ、計6コマ分のデジタルがあり、上下各段がそれぞれおなじ図柄で揃えば大当り（12種類）。本機はデジパチではなく一般電役である。大当りで開放する電役は盤面の右に位置しており、大当り中は右打ちとなる遊び方になっている。右盤面にもデジタル回転用のスルーチャッカーがあり、大当り中にもデジタルが回せるため、大当り中に再び大当りが発生し、出玉を上乗せすることが可能である。段階を経て大当りに近づくようなリーチアクションが人気となった。
- 本機は同社開発者が何気なく廻した500円玉を見て、「この動きをパチンコに取り入れたい」という発想から生まれた。
- 『ナナシー』の名前は絵柄の「7」、「$（S）」、「￥（Y)」→「7SY」より。
- 『パチンコ必勝ガイド』では、元執筆者の田山幸憲の命日である7月4日を本機名にかけて、「ナナシーの日」としている。田山が同誌に執筆した記事は本機が多く取り上げられていた。なお豊丸産業ではこの日を日本記念日協会に「ナナシーの日」として認定するよう申請し、2015年に認定を受けている[1]。

## シリーズ一覧
※大当り確率はメーカー発表値
- 『ナナシー』（1996年）
大当り確率 1/158、賞球数 7&13
- 『CRナナシーゲットF』（2005年）
大当り確率 1/143（中央スルー）・1/146（右スルー）、賞球数 3&10&15
この機種より、連チャン時に大当り1回分の出玉を追加できる「まるまる得するシステム」が実装されている。
- 『CRナナシービッグF』（2007年）
大当り確率 1/121、賞球数 3&10&15
- 『CRA SUPER電役ナナシーDX66VV』（2015年） ※この他3スペック発売
大当り確率 1/66.9（中央スルー）・1/56.5（右スルー）、賞球数 3&4&7&10&15
初めて「コインくん」以外のキャラクターが導入された。
- 『CRA SUPER電役ナナシーDXII77NV』（2018年） ※この他3スペック発売
大当り確率 1/77.4（中央スルー）・1/56.7（右スルー）、賞球数 3&4&5&6&7&15
- 『PA SUPER電役ナナシーSPECIAL66 3VV』（2021年） ※この他1スペック発売
大当り確率 1/66.6（中央スルー）・1/58.9（右スルー）、賞球数 2&3&4&6&15

参考
以下の3機種は一般電役ではなくデジパチである。
- 『CRナナシー』（2001年）
大当り確率 1/317.6（低確率）・1/59.5（高確率）、賞球数 5&15、確変割合 1/2、リミット 100回
黄7の代わりにカメ図柄があり、6つ全てが同一図柄になるか、下段で揃った図柄がカメの場合に確変大当りとなる。
- 『P江頭2:50 in ナナシーLT』（2024年）
大当り確率 1/131（通常時）・1/1（右打ち時）、賞球数 2&1&6&8&15
江頭2:50とのタイアップ機。
- 『PAナナシー～お江戸77ver.～』（2024年）
大当り確率 1/77.4 - 1/70（低確率）・1/12.9 - 1/11.6（高確率）、賞球数 1&1&5&8　※6段階設定
ダイナム共同開発の「ごらく」シリーズだが、本機種はダイナムの他マルハン・アンダーツリー等のチェーン店にも設置される[2]。

## リーチ
名称は一例。
ノーマルリーチ
以下の演出が発生しなかった場合。最終図柄に到達した時の信頼度は手足リーチよりも高く、意外に侮れない。
手足リーチ（コインくんリーチ）
停止済みの上段コインに手足が現れ、応援する。最終図柄に到達しやすい代わりに、信頼度は低めに設定されている。
伸縮リーチ
手足リーチから発展する激アツ演出。最終図柄が正面を向く際に一瞬だけ小さくなる。
作品によって、派手に拡縮しながら低速変動する「拡縮リーチ」、枠ごと大きくなっていく「拡大リーチ」などの派生がある。
全回転リーチ（スペシャルファイヤーリーチ）
全図柄が炎に包まれ、同時に回転する。初代『ナナシー』のみ、ごく稀に最終絵柄が滑って外れることがある。『CRナナシー』では発生した時点で確変大当り濃厚となる。

## 登場人物
コインくん
声 - 生田善子（『SUPER電役ナナシーDX』以降）
手足を持つコイン。初代『ナナシー』では手足がコイン部分と繋がっていたが、『CRナナシー』以降ではそれらが独立したデザインになっている。
ナナティー
声 - 相坂優歌
『SUPER電役ナナシーDX』から登場。「ナナシー遊園地」のアイドル。
ドルシー
声 - 大亀あすか
『SUPER電役ナナシーDXII』から登場するプレミアムキャラ。ナナティーの姉。
エンリー
声 - 生田善子
『SUPER電役ナナシーSPECIAL』から登場。ナナティーとドルシーの従妹。

## 関連商品
- 『Parlor！Mini3』（1996年9月、日本テレネット、スーパーファミコン用ゲームソフト）
- 『必殺パチンコステーション2』（1997年12月25日、サンソフト、プレイステーション用ゲームソフト）
- 『必殺パチンコステーション ぷち ～ナナシーってなに??～』（1999年9月、サンソフト、プレイステーション用ゲームソフト）
- 『豊丸倶楽部Vol.1～CRナナシー～』（2001年9月、豊丸産業、プレイステーション用ゲームソフト）
- 『パチンコの殿堂 CRナナシー』（2001年10月、マイクロキャビン、ドリームキャスト用ゲームソフト）
- 『爆発的1480シリーズ パチンコ ナナシー』（2001年11月、アンバランス、Windows用PCゲームソフト）